# OS X Mavericks
OS X Mavericks (version 10.9) er den tiende store opdatering af OS X, Apples styresystem til Macintosh-skrivebords- og servercomputere. OS X Mavericks blev annonceret d. 10. juni 2013, ved WWDC 2013, og blev frigivet d. 22. oktober 2013, som en gratis opdatering gennem Mac App Store, hvilket forudsætter Mac OS X Snow Leopard eller nyere.